# Reinhold Perlak
Reinhold Perlak (* 30. Oktober 1945 in Außerhienthal, Gemeinde Oberpiebing, heute zu Salching) ist ein bayerischer Kommunal- und Landespolitiker der SPD. Von 1996 bis Ende April 2008 war er Oberbürgermeister der Stadt Straubing. Von 2008 bis 2013 war er Mitglied des Bayerischen Landtags.

## Vita
Perlak erlernte den Beruf des technischen Zeichners und war als Verkäufer im Asien-Geschäft und Prokurist im Straubinger Maschinenbauunternehmen Novakust tätig, bis dieses im Jahr 1993 Konkurs anmeldete. Anschließend gründete Perlak ein eigenes Unternehmen, dessen Unternehmensgegenstand genauso wie dessen Verbleib nicht bekannt ist. Er ist verheiratet mit Helga Perlak und hat eine Tochter.

## Politische Laufbahn
Perlak wurde im Jahr 1984 zum ersten Mal in den Stadtrat der Stadt Straubing gewählt. Seit 1990 bekleidete er das Amt des ehrenamtlichen 2. Bürgermeisters. Am 1. Mai 1996 wurde er zum Oberbürgermeister der Stadt Straubing gewählt. Er war somit nach Hermann Stiefvater und Fritz Geisperger der dritte Oberbürgermeister, den die SPD in der Gäubodenstadt stellte.
In seiner Funktion als Bürgermeister war Perlak Aufsichtsratsvorsitzender der Städtischen Wohnungsbau GmbH, der Parkhaus Betriebs GmbH, der Stadtwerke Straubing GmbH, der Straubinger Ausstellungs- und Veranstaltungs GmbH, der AWG Abfallwirtschaftsgesellschaft Straubing mbH und Verbandsvorsitzender des ZVI Straubing-Sand.
Reinhold Perlak trat bei der Kommunalwahl 2008 erneut für die SPD als Oberbürgermeisterkandidat an, unterlag aber in einer Stichwahl seinem Herausforderer Markus Pannermayr von der CSU.
Bei der bayerischen Landtagswahl 2008 trat Perlak im Stimmkreis 209 Straubing für die SPD als Direktkandidat an. Erwartungsgemäß unterlag er mit 19,72 % seinem Kontrahenten Josef Zellmeier (CSU, 45,58 %), konnte jedoch über die Bezirksliste Niederbayern erstmals in den Landtag einziehen. Bei der Landtagswahl 2013 kandidierte er nicht mehr.
Perlak war Mitglied der 13. Bundesversammlung zur Wahl des deutschen Bundespräsidenten am 23. Mai 2009.